# Мубарякова Гюллі Арсланівна
Гюллі Арсланівна Мубарякова (башк. Мөбәрәкова Гөлли Арыҫлан ҡыҙы; нар. 19 вересня 1936, Уфа — 20 лютого 2019, Уфа) — башкирська актриса, театральний режисер, педагог. Народна артистка СРСР (1990).

## Життєпис
Народилася 19 вересня 1936 року в Уфі.
З акторської родини. Батько — Арслан Котлиахметович Мубаряков, мати — Рагіда Саїтгалеївна Янбулатова.
У 1959 році закінчила Московський державний театральний технікум імені А. В. Луначарського (за іншими даними — башкирська студія при ГІТІСі ім. А. В. Луначарського, клас О. І. Пижової і Б. В. Бібікова)
Після навчання в Москві працювала в Башкирському академічному театрі драми імені М. Гафурі, з 1991 року — його головний режисер. Член Художньої ради театру.
Професор кафедри режисури та майстерності актора Уфимської державної академії мистецтв.

## Громадська діяльність
У березні 2014 року підписала листа на підтримку політики президента Росії Володимира Путіна щодо російської військової інтервенції в Україну.

## Звання та нагороди
- Орден Пошани (2012)
- Народна артистка СРСР (1990)
- Народна артистка РРФСР (1981)
- Заслужена артистка РРФСР (1975)
- Заслужена артистка Башкирської АРСР (1969)[4]
- Державна премії Башкирської АРСР імені Салавата Юлаєва (1976) «за виставу „Матери ждут сыновей“ у Башкирському ордена Трудового Червоного Прапора академічному театрі ім. М. Гафурі»..
- Орден Салавата Юлаєва (2007)
- Почесний громадянин Уфи (1994).

## Ролі
1. Вольтер «Любов» — Альміра
2. Максим Горький «Останні» — Любов
3. Чингіз Айтматов «Материнське поле» — Аліман
4. Ільшат Юмагулов «Неркес» — Зумрат
5. Адель Кутуй «Недоставлені листи» — Галія
6. Асгат Мірзагітов «Матері чекають синів» — Хафіса
7. Мустай Карім «В ніч місячного затемнення» — Шафак
8. Мустай Карім «Салават» — Гульназіра
9. Мустай Карім «Не кидай вогню, Прометею!» — Агазія
10. Мустай Карім «Піший Махмут» — Мадіна.

У 1978 році Гюллі Мубарякова грає роль Танкабіке в художньому фільмі «В ніч місячного затемнення» за однойменною п'єсою Мустая Каріма.